# Armand Apol
Armand-Adrien-Marie (Armand) Apol (Brussel, 1879 – aldaar, 1950) was een Belgisch kunstschilder, etser en lithograaf van het postimpressionisme.

## Levensloop
Van 1891 tot 1901 studeerde hij aan de Kunstacademie in Brussel, o.a. bij Constant Montald.
In 1901 werd hij lid van de kunstenaarsvereniging Le Sillon die als medeleden onder andere Willem Paerels, Emile Thysebaert, Louis Thevenet, Georges Van Zevenberghen, Louise Brohée, Arthur Navez en J. Tordeur had.
Tijdens de Eerste Wereldoorlog was hij krijgsgevangene in Duitsland en na de oorlog woonde hij een tijd in Zwitserland. In 1918 had hij er in Genève een individuele tentoonstelling in de Galerie Moos.

## Oeuvre
Hij schilderde zowel landschappen, oude stadshoekjes als zeegezichten in impressionistisch-realistische stijl. Zonovergoten hoeven wisselen af met schilderachtige stadsbuurten of met onstuimige zeeën.
Apol werkte veel in pittoreske oude steden en dorpen als Brugge, Mechelen of Lissewege, waar hij zijn inspiratie kwam opdoen. Maar ook aan de oevers van stromen en rivieren, langs het Noordzeestrand en onze havensteden plantte hij zijn ezel. Zee, vissersboten en het havenbedrijf waren dankbare motieven voor zijn vlot penseel.
Ook was Apol een bekwaam graficus (etsen en litho's) die naast eigen composities ook kopieën naar werken van andere meesters uitvoerde, o.a. van Valerius De Saedeleer..
Na een moeilijk en wat armoedig begin, groeide Apol vlug uit tot een commercieel succesvol artiest die redelijk goed van zijn artistieke prestaties kon leven. Dit impliceerde echter wel een bestendige promotie voor eigen werk, via groepssalons en individuele tentoonstellingen.

## Enkele titels
- Salon 1907, Oostende: Vieux chalands, Crépuscule d'hiver, Vieux pont à Malines, Barques amarrées, Temps gris sur l'Escaut en Canal ensoleillé.
- Salon 1907, Brussel: Chalands sur le chantier
- Lentesalon 1909, Brussel: De Vliet bij grijs weer. Herfst, Kanaal bij zonsondergang, Oude schuur.

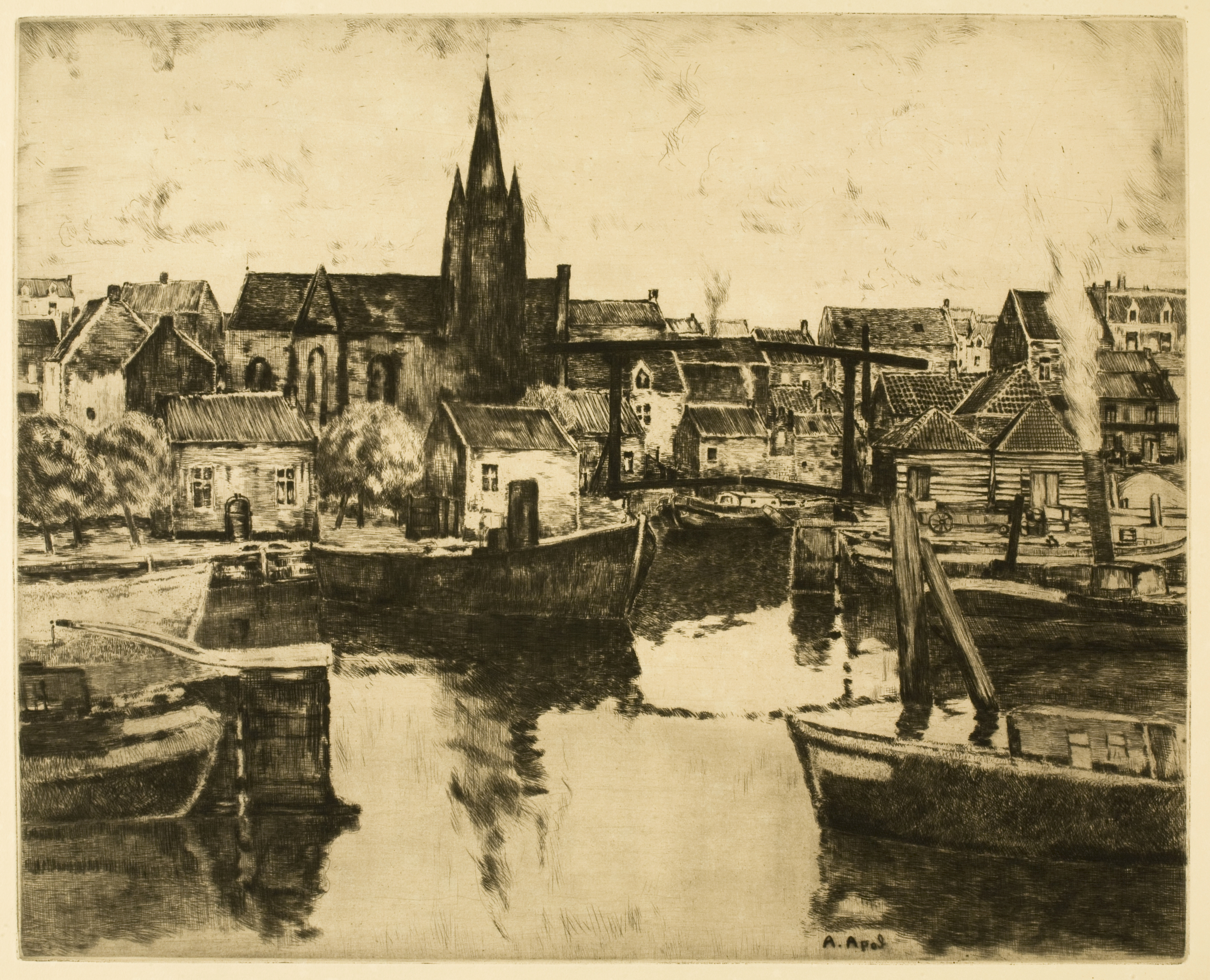
Kleine haven in Nederland, ets, collectie Museum voor Schone Kunsten Gent

## Musea
- Brussel, Kon. Bibliotheek; Prentenkabinet
- Brussel, Museum van Elsene
- Genève
- Luik
- Verviers
- MSK Gent

## Naamgenoten
Armand Apol is niet te verwarren met andere kunstenaars die dezelfde familienaam dragen : de minder bekende tekenaar/beeldhouwer Jan Apol die ca. 1907 te Elsene woonde en werkte; maar vooral de internationaal gereputeerde Louis Apol uit Den Haag, bekend voor zijn winterse bosgezichten. Armand Apol schilderde zelf ook veel winterlandschappen.
- Gemeinsame Normdatei: 1090164203
- International Standard Name Identifier: 0000 0000 6943 9143
- RKD-Nederlands Instituut voor Kunstgeschiedenis: 2183
- Union List of Artist Names: 500041070
- Virtual International Authority File: 95947289
- WorldCat: E39PBJfrPpTvdTcWpYVB6r4H4q